# میساتو، میاگی
میساتو، میاگی (به لاتین: Misato, Miyagi) یک منطقهٔ مسکونی در ژاپن است که در استان میاگی واقع شده‌است. میساتو ۷۴٫۹۵ کیلومترمربع مساحت و ۲۴٬۷۴۰ نفر جمعیت دارد.